# NGC 1071
NGC 1071 é uma galáxia espiral (Sa) localizada na direcção da constelação de Cetus. Possui uma declinação de -08° 46' 27" e uma ascensão recta de 2 horas, 43 minutos e 07,8 segundos.
A galáxia NGC 1071 foi descoberta em 1886 por Frank Leavenworth.